# Martha Mödl
Martha Mödl (Norimberga, 22 marzo 1912 – Stoccarda, 17 dicembre 2001) è stata un soprano e mezzosoprano tedesco esperta nei ruoli wagneriani.

## Biografia
Dopo gli studi al Conservatorio di Norimberga debutta come Hänsel in Hänsel e Gretel a Remscheid nel 1942 cantando successivamente a Düsseldorf.
Nel 1999 riceve l'Ordine di Massimiliano per le scienze e le arti.

## Repertorio
| Ruolo                                  | Titolo                                | Autore      |
| -------------------------------------- | ------------------------------------- | ----------- |
| Leonore                                | Fidelio                               | Beethoven   |
| Marie                                  | Wozzeck                               | Berg        |
| Geschwitz                              | Lulu                                  | Berg        |
| Carmen                                 | Carmen                                | Bizet       |
| Mrs. Herring                           | Albert Herring                        | Britten     |
| Elisabetta I                           | Gloriana                              | Britten     |
| La Contessa                            | Pikovaja dama                         | Čajkovskij  |
| Madelon                                | Andrea Chénier                        | Giordano    |
| Helfenstein                            | Mathis der Maler                      | Hindemith   |
| Gertrud Hänsel                         | Hänsel und Gretel                     | Humperdinck |
| Kostelnička                            | Jenůfa                                | Janáček     |
| Kabaniča                               | Kát'a Kabanová                        | Janáček     |
| Zorika                                 | Zigeunerliebe                         | Lehár       |
| La Contessa                            | Der Wildschütz                        | Lortzing    |
| Magda                                  | The Consul                            | Menotti     |
| Cherubino                              | Le nozze di Figaro                    | Mozart      |
| Dorabella                              | Così fan tutte                        | Mozart      |
| Marina Nutrice di Ksenija              | Boris Godunov                         | Musorgskij  |
| Nicklausse                             | Les contes d'Hoffmann                 | Offenbach   |
| Antigone                               | Antigonae                             | Orff        |
| Zita                                   | Gianni Schicchi                       | Puccini     |
| Dido                                   | Dido and Aeneas                       | Purcell     |
| Ludmilla                               | Prodaná nevěsta                       | Smetana     |
| Erodiade                               | Salomè                                | Strauss     |
| Clitennestra Elettra                   | Elektra                               | Strauss     |
| Octavian                               | Der Rosenkavalier                     | Strauss     |
| Il Compositore                         | Ariadne auf Naxos                     | Strauss     |
| Adelaide                               | Arabella                              | Strauss     |
| Zimmerlein                             | Die schweigsame Frau                  | Strauss     |
| La Madre                               | Histoire du soldat                    | Stravinskij |
| Giocasta                               | Oedipus rex                           | Stravinskij |
| Mamma Oca                              | The Rake's Progress                   | Stravinskij |
| Mignon                                 | Mignon                                | Thomas      |
| Lady Macbeth                           | Macbeth                               | Verdi       |
| Maddalena                              | Rigoletto                             | Verdi       |
| Azucena                                | Il trovatore                          | Verdi       |
| Flora Bervoix                          | La traviata                           | Verdi       |
| Ulrica                                 | Un ballo in maschera                  | Verdi       |
| Preziosilla                            | La forza del destino                  | Verdi       |
| Principessa d'Eboli                    | Don Carlo                             | Verdi       |
| Mary                                   | Der fliegende Holländer               | Wagner      |
| Venere                                 | Tannhäuser                            | Wagner      |
| Ortrud                                 | Lohengrin                             | Wagner      |
| Fricka                                 | Das Rheingold                         | Wagner      |
| Brunilde Fricka Sieglinde              | Die Walküre                           | Wagner      |
| Isotta                                 | Tristan und Isolde                    | Wagner      |
| Brunilde                               | Siegfried                             | Wagner      |
| Brunilde Gutrune Terza Norna Waltraute | Götterdämmerung                       | Wagner      |
| Kundry                                 | Parsifal                              | Wagner      |
| Begbick                                | Aufstieg und Fall der Stadt Mahagonny | Weill       |

## Discografia
- Beethoven: Fidelio 1953 - Sena Jurinac/Alfred Poell/Otto Edelmann/Wolfgang Windgassen/Martha Mödl/Gottlob Frick/Franz Bierbach/Alwin Hendricks/Vienna Philharmonic Orchestra/Vienna Opera Chorus/Wilhelm Furtwängler, Classical Moments
- Mussorgsky: Boris Gudonov (Hamburg 1950) - Chor und Sinfonie-Orchester des Nordwestdeutschen Rundfunks/Wilhelm Schüchter/Martha Mödl, IMD Walhall
- Strauss R: Elektra (1951) - Martha Mödl/Anny Konetzni/Daniza Ilitsch/Hans Braun/Franz Klarwein/Wilhelm Felden/Dorothea Frass/Orchestra Stabile del Maggio Musicale Fiorentino/Dimitri Mitropoulos, Classical Moments
- Wagner: Tristan und Isolde - Orchestra & Chorus of the Bayreuth Festival/Werner Faulhaber/Hans Hotter/Herbert von Karajan/Ira Malaniuk/Martha Mödl/Wilhelm Pitz/Gerhard Stolze/Hermann Uhde/Gerhard Unger/Ramón Vinay/Ludwig Weber, M.A.T. Music Theme
- Wagner: Götterdämmerung - Orchester & Chor der Bayreuther Festspiele/Max Lorenz (cantante)/Astrid Varnay/Josef Greindl/Hermann Uhde/Erika Zimmermann/Hanna Ludwig/Hertha Töpper/Martha Mödl/Gustav Neidlinger/Ruth Siewert, ZYX Classic
- Wagner: Die Walküre - Vienna Philharmonic Orchestra/Martha Mödl/Leonie Rysanek/Ludwig Suthaus/Ferdinand Frantz/Gottlob Frick/Margarete Klose/Erika Köth/Gerda Schreyer/Judith Hellwig/Dagmar Schmedes/Ruth Sievert/Hertha Töpper/Dagmar Hermann/Johanna Blatter, Zyx - Classic
- Wagner: Parsifal (Bayreuth 1956) - Hans Knappertsbusch/Martha Mödl, Archipel Walhall

## DVD
- Blacher: 200,000 Taler (Deutsche Oper Berlin, 1970) - Ernst Haefliger/Martha Mödl, Arthaus Musik/Naxos
- Reimann: Die Gespenstersonate (Deutsche Oper Berlin, 1984), Arthaus Musik/Naxos
- Strauss J, Zingaro barone - Eichhorn/Jerusalem/Rebroff, 1975 Deutsche Grammophon